# .22 Curt

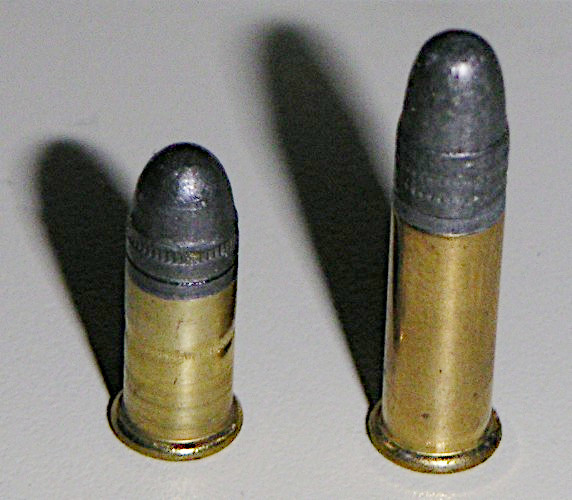
.22 Curt a l'esquerra, .22 LR a la dreta.

El .22 Curt, o .22 Short en anglès, és un tipus de cartutx de percussió anular de calibre .22 in (0,22 polzades o 5,7 mm). Va ser dissenyat el 1857 per la companyia estatunidenca Smith & Wesson com a munició pel seu nou primer model de revòlver.

## Desenvolupament
Va aparèixer al mercat l'any 1857 com a munició pel nou revòlver Smith & Wesson Model 1. El seu disseny es basava en el cartutx d'origen francès 6 mm Flobert, però amb una beina, projectil i càrrega de pólvora majors. Encara que fou dissenyat pel tir al blanc, prioritzant la precisió i el baix cost, quan fou introduït es va considerar viable com a munició de defensa a distàncies curtes. Tot i això tenia poca potència per causar ferides incapacitants. Originalment el disseny comptava amb una bala de plom d'1,88 grams i tenia una càrrega propulsora de 0,26 grams de pólvora negra.
A partir de 1927, Remington el va carregar amb una pólvora no corrosiva, evitant danys als canons deguts al sofre i clorat de potassi del compost pólvora anterior.
Actualment s'usa principalment en competicions esportives de tir, tot i que ja no s'utilitza en competicions internacionals.

## Prestacions
Es tracta d'un cartutx de petit calibre, el menys potent d'ús comú avui dia. Gairebé no produeix reculada al disparar, per aquest motiu era usat en armes esportives. Especialment en la disciplina olímpica de Pistola Velocitat i usualment s'utilitzava en tir esportiu júnior. Actualment ha caigut en desús a causa que la nova reglamentació obliga a l'ús de pistoles que disparin el .22 Long Rifle per a aquesta disciplina.
Com a cartutx de defensa és deficient per la seva escassa potència, tot i això s'ha usat en algunes petites pistoles.
Habitualment munta una bala d'1,8 grams, amb una velocitat de sortida de 220 m/s i 61 joules d'energia.